# Иванов, Василий Иванович (Герой Советского Союза)
Василий Иванович Иванов (1901—1940) — советский солдат, участник гражданской и советско-финской войн, Герой Советского Союза (1940, посмертно).
Особо отличился в январе-марте 1940 года в боях у железнодорожной станции Лоймола и за опорный пункт финской обороны — высоту «Чёрная» (ныне Суоярвский район Карелии). 2-7 марта 1940 года в боях за высоту, когда был выведен из строя командный состав, красноармеец В. И. Иванов принял командование ротой на себя. Дважды пытался поднять роту в атаку, но бойцы, утомлённые четырьмя предыдущими атаками, не поднимались. С третьей попытки высота, наконец, была взята. Погиб в бою 10 марта 1940 года.

## Биография
Родился в 1901 году в деревне Леонтьево (ныне Вяземский район Смоленской области) в крестьянской семье. Окончил начальную школу. Был пастухом, работал конюхом.
В Красной Армии в 1920—1922 годах и с 1939 года. Участвовал в гражданской войне на Западном фронте. После её окончания вернулся в Вязьму, где работал на железной дороге.
Участник советско-финской войны 1939—1940 годов, кандидат в члены ВКП(б) красноармеец Василий Иванов воевал стрелком отдельного лыжного батальона 56-й стрелковой дивизии (8-я армия).
С 4 декабря 1939 года по 10 марта 1940 года на территории современного Суоярвского района Карелии развернулись тяжёлые бои: советские 56-я и 75-я стрелковые дивизии начали наступление на станцию Лоймола с целью выхода в тыл Питкярантской группировке финских войск и развития наступления на Сортавала. Им противостояли финские части 4-го армейского корпуса и группы Рясянена.
Отличился в боях в январе 1940 года у железнодорожной станции Лоймола (Суоярвский район Карелии): отражая контратаку противника, будучи контуженым, он связкой гранат уничтожил танк противника. За бои 21-27 января был представлен командованием к ордену Красного Знамени.
В районе 30-го километра шоссе Суоярви-Лоймола находился мощный опорный пункт финской обороны — высота «Чёрная» (гора Колла). 2-7 марта 1940 года в боях за неё, когда был выведен из строя командный состав, красноармеец В. И. Иванов принял командование ротой на себя. Он дважды пытался поднять роту в атаку на врага, но бойцы, утомлённые четырьмя предыдущими атаками, не поднимались. С ещё одной попытки высота, наконец, была взята.
Погиб в бою 10 марта 1940 года. Похоронен в Карелии в районе высоты «Чёрная».
Указом Президиума Верховного Совета СССР от 19 мая 1940 года «за образцовое выполнение боевых заданий командования на фронте борьбы с финской белогвардейщиной и проявленные при этом отвагу и геройство» красноармейцу Иванову Василию Иванович посмертно присвоено звание Героя Советского Союза. Также посмертно награждён орденом Ленина. За мужество и отвагу, проявленные при штурме высоты «Чёрная», звание Героя Советского Союза также было присвоено майору В. П. Парфёнову (посмертно) и лейтенанту А. А. Розке.
Бои в этом районе продолжались вплоть до окончания советско-финской войны. По мирному договору, заключённому 12 марта 1940 года, территория современного Суоярвского района отошла к СССР.

## Награды и звания
Советские государственные награды и звания:
- Герой Советского Союза (19 мая 1940, посмертно)[5];
- орден Ленина (19 мая 1940, посмертно).